# Sminthopsis fuliginosus
Sminthopsis fuliginosus är en pungdjursart som först beskrevs av Gould 1852. Sminthopsis fuliginosus ingår i släktet Sminthopsis och familjen rovpungdjur. IUCN kategoriserar arten globalt som otillräckligt studerad. Inga underarter finns listade.
Pungdjuret förekommer i Australiens sydvästra hörn. Efter den första vetenskapliga beskrivningen hittades inga ytterligare individer i området. Kanske är arten identisk med Sminthopsis griseoventer. En genetisk undersökning av de kvarlevor som finns i British Museum i London ska utföras.